# 소말리아 내전 (2023년~현재)
소말리아 내전 (2023년~현재)는 20세기 말부터 벌어진 소말리아 내전의 일환이다. 2022년까지 알샤바브에 맞서 소말리아 중앙정부와 지역 자치정부는 협력하고 있었다. 2023년 2월 6일 소말리아 정부와 소말릴란드가 라스아노드 지역을 둘러싸고 군사적 충돌을 일으켰다. 뒤이어 소말리아 중앙정부가 2023년 4월 30일 소말리아 헌법을 일방적으로 개정하면서 소말리아 내에 정치적 위기가 발생했다.
국제사회는 소말리아의 안보 보호와 치안 유지를 위해 다국적군을 파견했다. 소말리아 중앙정부의 경찰 및 군사를 훈련하고 소말리아 치안을 소말리아 경찰에 이양하는 임무를 맡았던 아프리카 연합의 ATMIS는 2024년 12월 31일까지 임무를 마친 뒤 AUSSOM에 임무를 넘겼다. 한편 소말리아의 개발을 지원하던 유엔 주도의 UNSOM 역시 2024년 11월 1일 임무를 종료했다.
2022년 8월 소말리아 대통령이 알샤바브와의 전면전을 선포하고 같은 해 9월부터 소말리아-ATMIS 연합군이 미국의 지원을 받아 공세를 펼치기 시작했을 때 알샤바브의 세력은 크게 위축되었다. 그러나 알샤바브는 지속적으로 소말리아 역내에서 테러 공격을 감행하고 있으며, 모가디슈 시내에서 2024년과 2025년 대규모 테러를 일으키기도 했다.